# Безплодие
Безплодието, наричано още стерилност, е качество или състояние на невъзможност за възпроизводство. Понятието може да се използва за животни и растения. Безплодието при животните може да бъде специфично за определени индивиди или недостатък на цял вид – например мъжкото муле, хибрид между кобила и мъжко магаре, винаги е неспособно да се възпроизвежда.
Възрастта, начинът на живот или медицински проблеми могат да причинят безплодие при човека (или стерилитет), което често се дефинира като невъзможност на зачеване (оплождане на яйцеклетка от сперматозоид) след 1 година неуспешни опити при редовни полови контакти без предпазни средства. След тези 12 месеца безуспешни опити, двойката следва да потърси специализирана лекарска помощ, за да започне съответно лечение. Лечението на безплодието е комплексно и в него вземат участие специалисти – гинеколози, ендокринолози, уролози, андролози и други.

## Причини
Проблемът за безплодието засяга и двамата съпрузи еднакво. Задължително е изследвнията да започнат едновременно и при мъжа, и при жената. Минимумът от изследвания трябва да включва анализ на спермата у мъжа (спермограма) и определяне на овулацията и проходимостта на маточните тръби у жената.

## Епидемиология
Разпространението на безплодието варира в зависимост от дефиницията, т.е. от периода от време, през който човек не успява да забременее.
- От 80-те години на XX век процентът на безплодието се е увеличил с 4%, главно поради проблеми с плодовитосттапоради напредването на възрастта.[1]
- Проблемите с плодовитостта засягат всяка седма двойка в Обединеното кралство. Повечето двойки (около 84%), които имат редовен полов акт (т.е. на всеки два до три дни) и не използват контрацептиви, забременяват в рамките на една година. Около 95 от 100 двойки, които се опитват да забременеят, го правят в рамките на две години.[2]
- С напредването на възрастта жените стават по-малко плодовити. Сред жените на 35-годишна възраст около 94% от тези, които имат редовен незащитен полов акт, забременяват след три години опити. Сред жените на 38-годишна възраст обаче това се случва само на около 77 процента. Ефектът на възрастта върху плодовитостта на мъжете е по-малко ясен.[3]
- Изследване на Бюрото за преброяване на населението на САЩ установява, че прогнозният брой на жените в САЩ с увреждания на раждаемостта ще бъде над 5 милиона.[4]
- По данни на bourgas.ru днес повече от 145 000 двойки в България се нуждаят от асистирана репродукция, за да заченат дете.[5][6] Това сочат данните на фондация „Искам бебе“, която от 2007 г. подпомага двойки с репродуктивни проблеми.

## Диагностика

### Спермограма
Основната цел на спермограмата е да се провери дали мъжът произвежда достатъчно здрави, нормални сперматозоиди, които са в състояние да оплодят яйцеклетката – мъжът има ли в отделената проба сперматозоиди и дали са в достатъчна концентрация и количество; живи ли са сперматозоидите и движат ли се нормално; нормална ли е структурата на сперматозоидите и има ли промени в семенната течност. Пробите се вземат след 3 – 5 дни сексуално въздържание в стерилен пластмасов или стъклен съд. При съмнение за патологични промени на спермата е необходимо изследване на поне 3 проби. Всяка следваща спермограма се прави след 90 дни, това е времето необходимо за пълно възстановяване на спермогенезата.

### Липса на овулация
Без овулация през месечния цикъл не може да се осъществи зачеването. Липсата на овулация води до стерилитет. Лечението се провежда от специалист по женския стерилитет, съвместно с ендокринолози, акушер-гинеколози и други специалисти след извършване на необходимите изследвания и изясняване на конкретните причини за стерилитет. Важно е и маточните тръби да бъдат проходими. Задължително трябва да се направи изследване за проходимостта на фалопиевите тръби чрез хистеросаплипгография („цветна снимка“) или хидротубация под ултразвуков контрол. Срастванията и запушванията, както и прекарани в миналото полово предавани болести, водят до стерилитет.

### Хормонални изследвания
Причини за стерилитет при мъжа и жената може да бъдат и нарушени количества на мъжките и женските полови хормони. При съмнение за стерилитет трябва да се провери количеството им в организма в точно определени моменти. Някои от половите хормони са динамични по време на месечния цикъл и за това се изследват в строго определени дни. При жената обикновено се изследват нивата на лутеинизиращия хормон, фоликулостимулиращия хормон, естрадиола, тестостерона, пролактина на 3-тия ден от началото на месечния цикъл. Изследват се и тироидните хормони (произвеждани от щитовидната жлеза).

### Имунология и стерилитет
Съществуват и т.нар. имунологични причини за стерилитет, свързани с произвеждането на антитела, които пречат на оплождането на яйцеклетката, имплантирането на ембриона в матката или по-нататъшното му развитие.

### Емоционалност и стрес
Съществува и тезата, че невъзможността за зачеване е свързана с т.нар. емоционална възприемчивост. В емоционално възприемчиво състояние мозъкът на жената отделя окситоцин, който стимулира свиването и разширяването на влагалището, по този начин улеснявайки проникването на сперматозоидите. Обратно, емоционалният стрес намалява произвеждането на окситоцин и увеличава нивата на норепинефрин, които потискат половите хормони.